# Якір електромашини

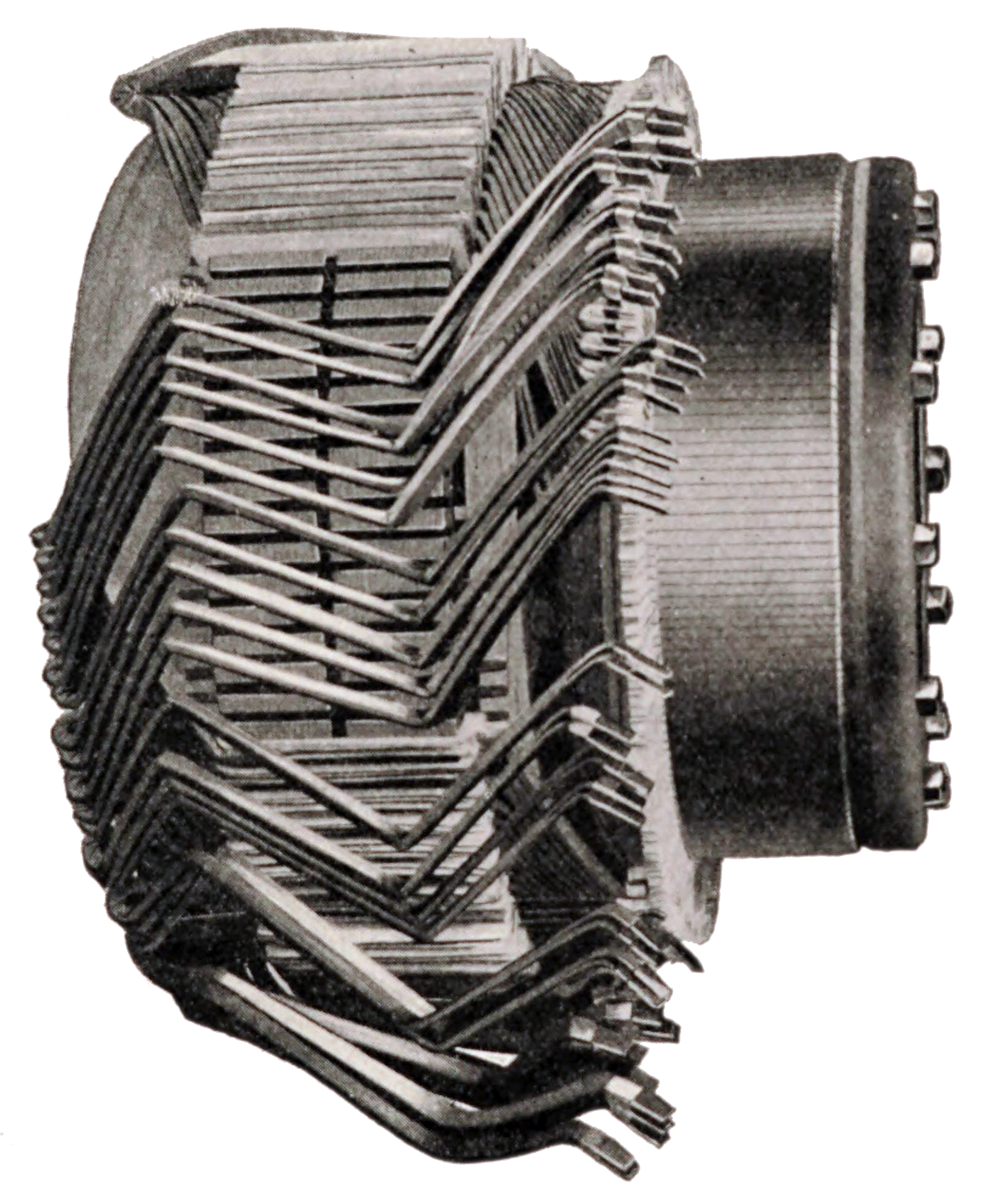
Частково виготовллений якір постійного струму. Видно (незавершені) обвитки.

Я́кір електромаши́ни (eng. Armature (electrical) — частина електромашини, в обвитках якої виникає індукція (під час взаємного
обертання котушки і головного магнітного поля) та з'являється електрорушійна сила (ЕРС).
Термін «якір» в Україні зазвичай застосовують до машин постійного струму (на відміну від ротора для машин змінного струму), а також — це рухлива частина магнітопроводу, наприклад електромагніту та реле.
Загалом, в електротехніці якір, це обвитка (або набір обвиток) електричної машини, якою тече змінний струм. Обвитки якоря проводять змінний струм навіть у машинах постійного струму через дію комутатора (який завдяки власному улаштуванню, почергово змінює напрямок струму) або через електронну комутацію, як у безщіткових двигунах постійного струму. Якір може бути або на роторі (частина, що обертається), або на статорі (нерухома частина), залежно від виду електричної машини.

Обвитки якоря взаємодіють із магнітним полем (магнітним потоком) у повітряному зазорі; магнітне поле створюється або постійними магнітами, або електромагнітами, утвореними провідною котушкою. Обвитки якоря можуть бути або петльовими або хвильовими.

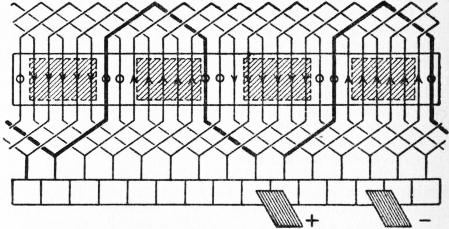
Принципова схема обвитки для машини постійного струму з комутатором, що показує петльову обвитку — представлено так, ніби поверхня якоря була би сплющеною.

Якір повинен проводити струм, отже він завжди є провідником або провідною котушкою, спрямованою нормально як до поля, так і до напрямку руху, крутного моменту (машина, що обертається) або моменту сили (лінійна машина). Призначення якоря подвійне. Найперше воно полягає у передаванні струму в магнітному полі, створюючи таким способом крутний момент на валу машини котра обертається, або зусилля в лінійній машині. Друге завдання стосується створення електрорушійної сили (ЕРС).
Як зазначено вище, в якорі електрорушійна сила виникає завдяки руху обвитки якоря та магнітного поля одне відносно одного. Коли електрична машина використовуються як двигун, ця ЕРС протидіє струму якоря тож якір перетворює електричну енергію на механічну у вигляді крутного моменту та передає її через вал. Коли електромашина застосовується як генератор, ЕРС якоря приводить в дію струм якоря, а рух валу перетворюється на електричну енергію. В асинхронному генераторі потужність, яка виробляється, споживається від статора.